# 拉马纳塔斯瓦米寺
拉马纳塔斯瓦米寺  (Ramanathaswamy Temple；Irāmanātasvāmi Kōyil) 是一座印度教寺庙，供奉湿婆，位于印度泰米尔纳德邦东南部班本島的拉梅斯沃勒姆。它也是十二座究提林迦寺庙之一。这座寺庙在12世纪由潘地亚王朝扩建。该寺拥有所有印度教寺庙中最长的走廊。这座寺庙是濕婆教、毘濕奴派等共同的朝圣地。拉马纳塔斯瓦米（湿婆）的林伽，由羅摩在过桥到斯里兰卡之前建立。

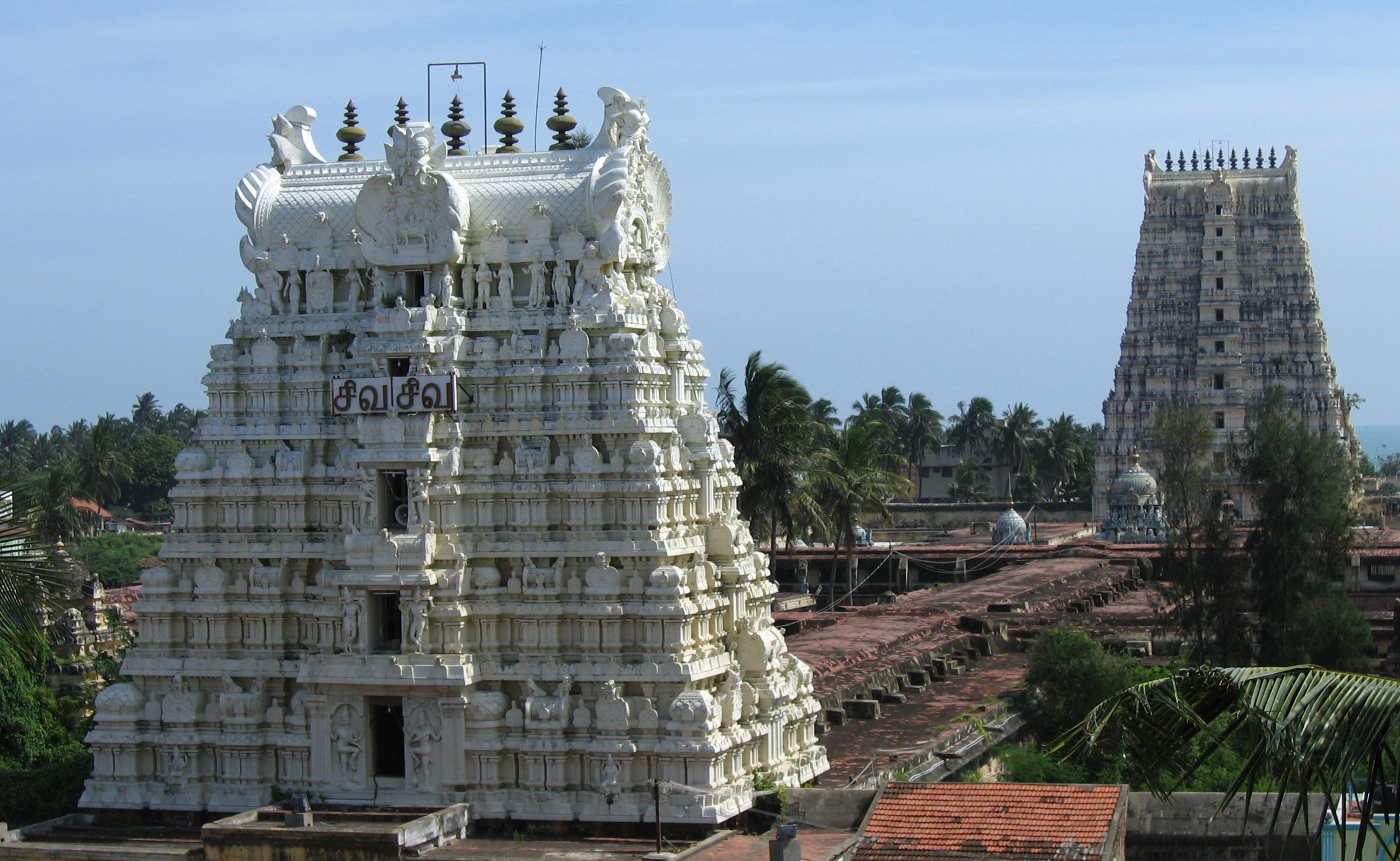

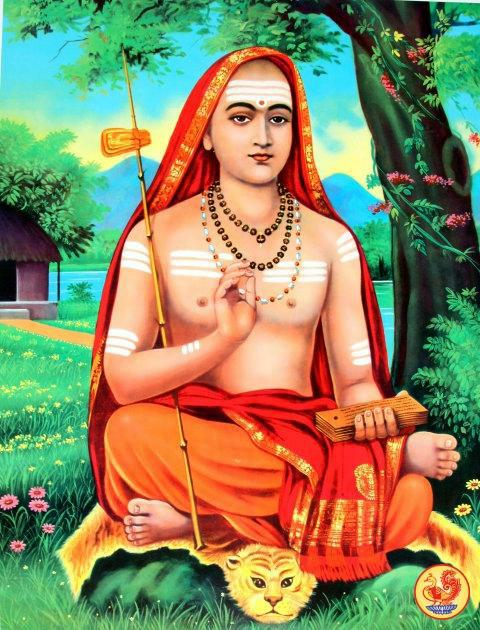

该寺是印度教四大圣地（查尔达姆）之一，分别位于印度的四个角落：东方是普里的贾格纳寺，南方是泰米尔纳德邦拉梅斯沃勒姆的拉马纳塔斯瓦米寺（Ramanathaswamy Temple）, 西方是古吉拉特邦德瓦尔卡的德瓦卡迪什寺（Dwarkadheesh temple） 以及北方北阿坎德邦巴德里纳特普里的巴德里纳特寺（Badrinath Temple） 。印度教徒认为穿越印度四角的旅程是神圣的，渴望在有生之年参观一次这些寺庙。传统上，行程从东端的普里开始，以顺时针方向进行。。。